# Effet Luxembourg
Pour les articles homonymes, voir Luxembourg (homonymie).
L'effet Luxembourg ou modulation croisée ionosphérique (on parle aussi de transmodulation ou d'intermodulation) ou effet Luxembourg-Gorki est la modulation d'une onde radioélectrique (généralement de faible puissance) par celle d'une autre source (plus puissante) émettant sur une fréquence différente. Ce phénomène résulte de la perturbation de la couche de Kennelly–Heaviside de l'ionosphère traversée par les deux ondes.
Cet effet a été observé pour la première fois à Eindhoven en 1933 : le faible signal en modulé en amplitude de la petite station radio suisse de Beromünster (à la longueur d'onde 460 m) s'est retrouvé modulé par le signal du puissant émetteur de Radio Luxembourg situé à mi-chemin et travaillant à une fréquence totalement différente (1190 m). Les émissions luxembourgeoises étaient alors captées sur la fréquence de la radio suisse.
Ce phénomène est utilisé pour l'étude de l'ionosphère, par exemple par l'EISCAT.

## Description
L'absorption des ondes radio dans l'ionosphère est déterminée par sa conductance, qui dépend à son tour du nombre de collisions des électrons libres présents dans l'ionosphère avec les molécules et les ions, déterminé par la température du gaz. Celle-ci peut être modifiée par une onde électromagnétique dont l'intensité du champ est élevée. La conductance est alors modulée. Cela se traduit par la distorsion (modification de l'amplitude et de la phase) de l'onde transmise. Par ailleurs une seconde onde de faible puissance traversant le milieu sans modifier celui-ci est modulée à la fréquence de la première,.
Le phénomène est décrit par le taux de modulation croisée qui donne la part du module de l'amplitude du signal perturbateur au signal perturbé. Il dépend du taux de modulation du signal et peut atteindre jusqu'à 10 %.